# Monchaux-Soreng
Monchaux-Soreng – miejscowość i gmina we Francji, w regionie Normandia, w departamencie Sekwana Nadmorska.
Według danych na rok 1990 gminę zamieszkiwały 644 osoby, a gęstość zaludnienia wynosiła 64 osoby/km² (wśród 1421 gmin Górnej Normandii Monchaux-Soreng plasuje się na 369. miejscu pod względem liczby ludności, natomiast pod względem powierzchni na miejscu 346.).